# مسجد الحاج صفر علي
مسجد الحاج صفر علي علي متعلق إلى الدولة الصفوية ويقع في تبريز.